# Stela Dawati
Stela z Dawati gruz. დავათის სტელა – kamienna stela z VI w n.e. odkryta w 1980 roku w Dawati (Mccheta-Mtianetia) znajdująca się obecnie w Muzeum Narodowym w Gruzji.

## Historia
Kamienne stele były typowe dla okresu wczesnego chrześcijaństwa w Gruzji (ok. 300–750 n.e.). Przetrwały ponieważ zostały użyte do budowy kościołów w okresie średniowiecza. Stela została odkryta w 1980 roku w ruinach kościoła, gdy teren był badany przez archeologów podczas budowy elektrowni wodnej Żinwali. Pochodzi z VI wieku naszej ery.

## Opis
Na steli został przedstawiony wizerunek Matki Bożej z Dzieciątkiem. Jest przedstawiona w całości, w postawie stojącej, z Chrystusem przytulonym do piersi. Fałdy szaty Marii rozpościerają się jak promienie wokół Chrystusa. Dziewica jest bez aureoli, z luźno opadającymi na ramiona włosami. Chrystus jest przedstawiony z długimi włosami, które spływają nieprzerwanie na ramiona i otaczają twarz i klatkę piersiową, ma aureolę z wpisanym krzyżem i otwartą Ewangelię w dłoni. Obok umieszczono inskrypcje najstarszym pismem gruzińskim asomtawruli „Maryja święta” i „Jezus Chrystus”. Po drugiej stronie są przedstawieni św. Michał i św. Gabriel pomiędzy którymi wyryto litery gruzińskiego alfabetu.
Obecnie jest przechowywana w Państwowym Muzeum im. Simona Janaszy w Tbilisi, jednym z oddziałów Muzeum Narodowego.